# Городец (Горецкий район)
Городе́ц (бел. Гарадзец) — деревня в составе Ленинского сельсовета Горецкого района Могилёвской области Республики Беларусь.
В 1924-1925 годах центр Городецкого сельсовета. До 7 сентября 2000 года деревня входила в состав Ленинского сельсовета, до 20 ноября 2013 года — в составе Ходоровского сельсовета.

## Население
- 1999 год — 28 человек
- 2010 год — 6 человек